# Dirlammen
Dirlammen ist ein Dorf in Mittelhessen mit rund 450 Einwohnern und Ortsteil der Gemeinde Lautertal im Vogelsbergkreis. Es liegt am nordöstlichen Rand des Vogelsbergs rund 30 km nordwestlich von Fulda. Nachbarorte sind im Nordosten Meiches, im Osten Lauterbach und im Süden bzw. Süd-Westen Hopfmannsfeld und Hörgenau.

## Ortsgeschichte

### Vor- und Frühgeschichte
Der Ort Dirlammen bzw. das umfassende Gebiet war schon weit vor der urkundlichen Erwähnung besiedelt. Funde weisen auf eine Besiedlung in der Bronzezeit hin. Das bezeugen zahlreiche Hügelgräber, die rings um Dirlammen zu finden sind. Im Jahre 1922 wurden einige dieser Hügelgräber auf dem Ziegenrückskopf und der Grabeneck von Otto Kunkel vom Oberhessischen Museum in Gießen im Beisein von Lehrer Bayerer aus Dirlammen und einigen Arbeitern geöffnet. Dabei wurden neben Knochenresten zwei Dolche mit den Resten von hölzernen Scheiden, eine Gewandnadel mit keulenförmigem Kopf und eine Gewandnadel aus Bronzedraht in der Art einer „Fibel“ gefunden. Diese Funde weisen auf eine Besiedlung des Gebietes bereits zur Bronzezeit (ca. 1800–1100 v. Chr.) hin. Die Gräber selbst bestehen aus Steinhügeln von ca. 1 bis 2 m Höhe, die einen Durchmesser von 8 bis 12 m haben. Die Grabkammer selbst ist aus dickeren Felsblöcken oder Felsplatten gebildet. Einen Hinweis auf eine noch frühere Besiedlung fand im Mai 1966 Karl Greb beim Pflügen seines Feldes „Im Dieles“. Er förderte ein abgebrochenes Steinbeil zutage. All diese Zeugen der Siedlungsgeschichte dieses Raumes sind jedoch nur kleine Bruchstücke eines großen Mosaiks, die zwar wichtige Hinweise auf eine frühe Besiedlung geben, ein lückenloses Datei jedoch nicht zulassen.

### Mittelalter
Der Ort Dirlammen wurde im Jahre um das Jahr 1140 erstmals urkundlich als „Dirlamen“ erwähnt: „mansum unum in Dirlamen positum“ (Eine Manse in Dirlammen gelegen).

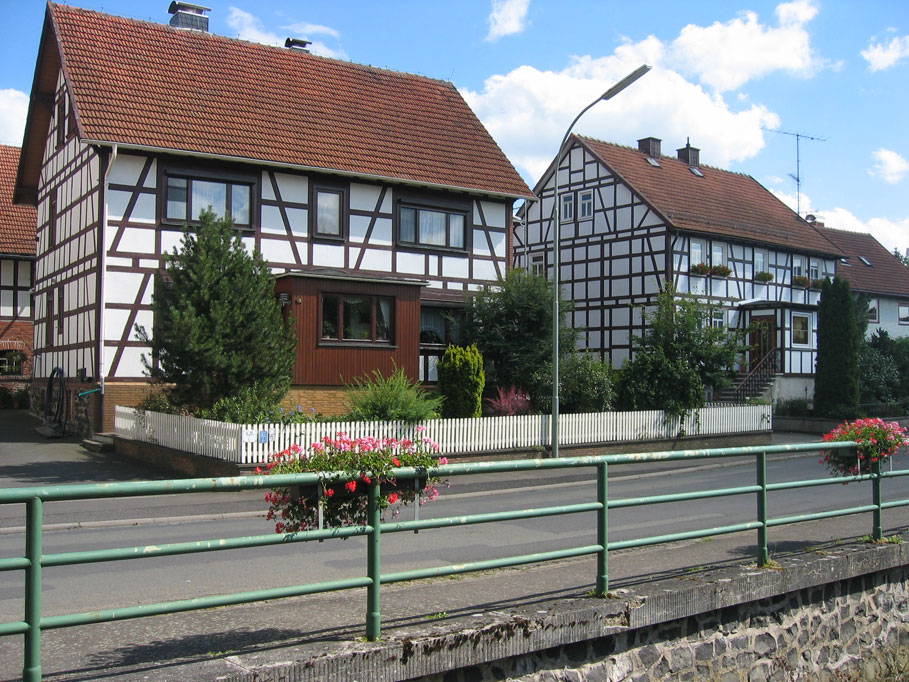
Fachwerkhäuser in Dirlammen

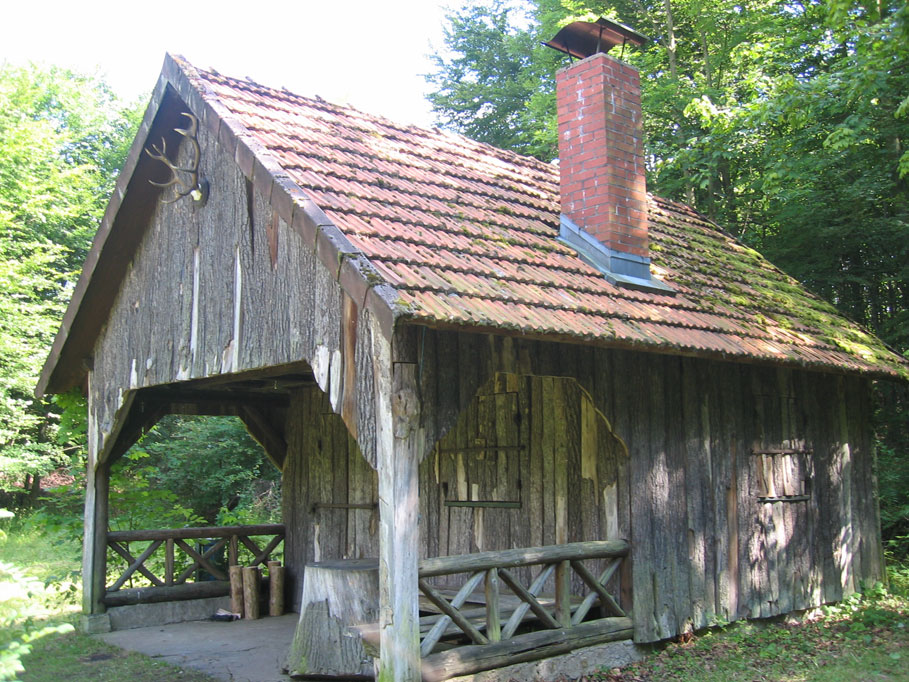
Kutschenhäuschen

In einem Kopiar von 1480 heißt es „Dirlammen“.
Der Name „Dierlam“ ist in einer Urkunde aus dem Jahre 1499 zu finden.
Einen weiteren Hinweis auf eine Besiedlung in vorchristlicher Zeit sieht Zinn in dem bis heute erhaltenen Flurnamen „Die Afdahler“. Danach weist dieser Name auf einen heidnischen Opferplatz („auf der Alah“) hin. Zinn versucht auch anhand des Ortsnamens eine Besiedlung des Ortes bereits zur frühesten Siedlungsperiode zu erklären:
„Die waldfreien Weidegründe um Dirlammen mussten schon in den frühesten Zeiten Ansiedler anlocken. Aus diesen Ursachen müssen wir von vornherein die Annahme Arnolds und Diemers, dass der Ortsname Dirlammen alter Dativ eines Personennamens sei, der übrigens gar nicht näher bezeichnet und in seinem tatsächlichen Vorkommen urkundlich belegt wird, als unwahrscheinlich ablehnen und einen Ursprung des Ortsnamens vermuten, der über die Zeit, da man nur gegründete Orte nach ihren Besitzern benannte, hinausreicht. Der lang gestreckte Wiesen- und Weidengrund, in dem Dirlammen liegt, führt oberhalb des Dorfes auf der Generalstabskarte den Namen Ohgrund und dürfte ein ursprünglicher Ahagrund (Wassergrund) gewesen sein, ein Name, der zu seiner feuchten, stellenweise sumpfigen Beschaffenheit gut passt. Nun aber sagt man in althochdeutscher Zeit für Sumpfland und für überhaupt wasserreiches Gelände auch die lam („lame“) entsprechend dem lateinischen lama und südfranzösischem lamma. Es ist also, wie auch Wilhelm Sturmfels annimmt, sehr wahrscheinlich, dass man die älteste in diesem Tale entstandene Siedlung als „ze dir (der)lamen“ gelegen bezeichnete. Indem man später ze (zu) wie gewöhnlich bei solchen Ortsnamen wegließ und das Geschlechtswort dir (der) mit dem folgenden Dingwort, zu dem es gehörte, verschmolz, entstand der Ortsname Dirlamen, aus dem dann später durch Verkürzung des a das heutige Dirlammen wurde. Tatsächlich schrieb man ... Dirlamen (1138–1149, 1277–1280) und Tirlamen (1641). Erst seit 1723 schrieb man in den Kirchenbüchern zu Hopfmannfeld Dierlammen und Tierlammen. Die heutige Form Dirlammen findet sich zuerst in den genannten Kirchenbüchern im Jahre 1806 und von da an als regelmäßige Schreibweise.“
Diese Thesen zur Deutung des Ortsnamens sind inzwischen grundlegend revidiert. Inzwischen geht man davon aus, dass der Ortsname Dirlammen noch nicht erklärbar ist. So ist u. a. offen, wie man das Präfix „Dir-“ etymologisch und semastologisch erklären kann.

### Neuzeit
In den Riedeseldörfern Blitzenrod, Dirlammen und Frischborn kam es zwischen 1763 und 1767 zu Streitigkeiten mit den Riedesel wegen der Zehntabgaben für Flachs und Kartoffeln.
Diese drei Dörfer hatten auch einen gemeinsamen Mühlenbann. Das Bannrecht galt für die Mühle zu Frischborn. 1799 wurde das Bannrecht durch fremde Müller verletzt.
Das Gericht Engelrod umfasste im 17. Jahrhundert neben Dirlammen die Orte Hörgenau Engelrod, Hopfmannsfeld, Eichenrod, Eichelhain, Lanzenhain, Rebgeshain, Blitzenrod und Frischborn. Hier kam es zu bäuerlichen Aufständen, besonders im 18. Jahrhundert.
Die Statistisch-topographisch-historische Beschreibung des Großherzogthums Hessen berichtet 1830 über Dirlammen:

„Dirlamen (L. Bez. Lauterbach) evangel. Filialdorf; liegt im Vogelsberg 2 St. von Lauterbach und gehört dem Freiherrn von Riedesel, hat 64 Häuser und 361 Einw., die außer 1 Kath evangelisch sind. Im 12. Jahrhundert gehörte der Ort zur Kirche von Almenrode.“

### Staats- und Verwaltungsgeschichte im Überblick
Die folgende Liste zeigt die Staaten, in denen Dirlammen lag, und deren Verwaltungseinheiten, denen es angehört(e):
- vor 1567: Heiliges Römisches Reich, Landgrafschaft Hessen, Gericht Engelrod der Freiherren Riedesel zu Eisenbach
- ab 1567: Heiliges Römisches Reich, Gericht Engelrod[15]
- 1604–1648: Heiliges Römisches Reich, strittig zwischen Landgrafschaft Hessen-Darmstadt und Landgrafschaft Hessen-Kassel (Hessenkrieg)
- ab 1623: Heiliges Römisches Reich, Landgrafschaft Hessen-Darmstadt, Gericht Engelrod (Freiherren Riedesel zu Eisenbach)[16]
- 1787: Heiliges Römisches Reich, Landgrafschaft Hessen-Darmstadt, Oberfürstentum Hessen, Amt Ulrichstein, Gericht Engelrod
- ab 1803: Heiliges Römisches Reich, Landgrafschaft Hessen-Darmstadt, Fürstentum Oberhessen, Amt Ulrichstein (anteilig den Freiherren Riedesel zu Eisenbach)
- ab 1806: Großherzogtum Hessen, Fürstentum Oberhessen, Amt Ulrichstein[17][18]
- ab 1815: Großherzogtum Hessen, Provinz Oberhessen, Amt Ulrichstein[19]
- ab 1821: Großherzogtum Hessen, Provinz Oberhessen, Landratsbezirk Herbstein[20][Anm. 1]
- ab 1825: Großherzogtum Hessen, Provinz Oberhessen, Landratsbezirk Lauterbach
- ab 1848: Großherzogtum Hessen, Regierungsbezirk Alsfeld
- ab 1852: Großherzogtum Hessen, Provinz Oberhessen, Kreis Lauterbach
- ab 1867: Norddeutscher Bund, Großherzogtum Hessen, Provinz Oberhessen, Kreis Lauterbach
- ab 1871: Deutsches Reich, Großherzogtum Hessen, Provinz Oberhessen, Kreis Lauterbach
- ab 1918: Deutsches Reich, Volksstaat Hessen, Provinz Oberhessen, Kreis Lauterbach
- ab 1938: Deutsches Reich, Volksstaat Hessen, Landkreis Lauterbach
- ab 1945: Deutsches Reich, Amerikanische Besatzungszone, Groß-Hessen, Regierungsbezirk Darmstadt, Landkreis Lauterbach
- ab 1946: Deutsches Reich, Amerikanische Besatzungszone, Hessen, Regierungsbezirk Darmstadt, Landkreis Lauterbach
- ab 1949: Bundesrepublik Deutschland, Hessen, Regierungsbezirk Darmstadt, Landkreis Lauterbach
- ab 1972: Bundesrepublik Deutschland, Hessen, Regierungsbezirk Darmstadt, Vogelsbergkreis
- ab 1981: Bundesrepublik Deutschland, Hessen, Regierungsbezirk Gießen, Vogelsbergkreis

### Gerichtszugehörigkeit seit 1803
In der Landgrafschaft Hessen-Darmstadt wurde mit Ausführungsverordnung vom 9. Dezember 1803 das Gerichtswesen neu organisiert. Für das Fürstentum Oberhessen (ab 1815 Provinz Oberhessen) wurde das „Hofgericht Gießen“ eingerichtet. Es war für normale bürgerliche Streitsachen Gericht der zweiten Instanz, für standesherrliche Familienrechtssachen und Kriminalfälle die erste Instanz. Übergeordnet war das Oberappellationsgericht Darmstadt. Die Rechtsprechung der ersten Instanz wurde durch die Ämter bzw. Standesherren vorgenommen und somit war für Dirlammen ab 1806 das „Patrimonialgericht der Freiherren Riedesel zu Eisenbach“ in Engelrod zuständig. Nach der Gründung des Großherzogtums Hessen 1806 wurden die Aufgaben der ersten Instanz 1821–1822 im Rahmen der Trennung von Rechtsprechung und Verwaltung auf die neu geschaffenen Land- bzw. Stadtgerichte übertragen. Dafür wurde das standesherrliche „Landgericht Lauterbach“ geschaffen, das auch für Dirlammen zuständig war. Erst infolge der Märzrevolution 1848 wurden mit dem „Gesetz über die Verhältnisse der Standesherren und adeligen Gerichtsherren“ vom 15. April 1848 die standesherrlichen Sonderrechte endgültig aufgehoben. Mit Wirkung zum 1. September 1854 wurden Dirlammen vom Landgerichtsbezirk Lauterbach abgetrennt und dem Landgerichtsbezirk Herbstein zugelegt.
Anlässlich der Einführung des Gerichtsverfassungsgesetzes mit Wirkung vom 1. Oktober 1879, infolge derer die bisherigen großherzoglichen Landgerichte durch Amtsgerichte an gleicher Stelle ersetzt wurden, während die neu geschaffenen Landgerichte nun als Obergerichte fungierten, kam es zur Umbenennung in „Amtsgericht Herbstein“ und Zuteilung zum Bezirk des Landgerichts Gießen. Gleichzeitig wurde Dirlammen an das nunmehrige Amtsgericht Lauterbach abgegeben.
Am 1. Januar 2005 wurde das Amtsgericht Lauterbach als Vollgericht aufgehoben und zur Zweigstelle des Amtsgerichts Alsfeld. Zum 1. Januar 2012 wurde auch diese Zweigstelle geschlossen.

## Bevölkerung
In Dirlammen zählte man 1705 58 Haushalte, ebenso 1753. 1789 waren es schließlich 60 Haushalte.

### Einwohnerstruktur 2011
Nach den Erhebungen des Zensus 2011 lebten am Stichtag dem 9. Mai 2011 in Dirlammen 417 Einwohner. Darunter waren 3 (0,7 %) Ausländer. Nach dem Lebensalter waren 66 Einwohner unter 18 Jahren, 174 zwischen 18 und 49, 87 zwischen 50 und 64 und 87 Einwohner waren älter. Die Einwohner lebten in 168 Haushalten. Davon waren 36 Singlehaushalte, 54 Paare ohne Kinder und 63 Paare mit Kindern, sowie 12 Alleinerziehende und 6 Wohngemeinschaften. In 33 Haushalten lebten ausschließlich Senioren und in 108 Haushaltungen lebten keine Senioren.

### Einwohnerentwicklung
| • 1806: | 325 Einwohner, 61 Häuser           |
| • 1829: | 361 Einwohner, 64 Häuser           |
| • 1867: | 393 Einwohner, 59 bewohnte Gebäude |
| • 1875: | 381 Einwohner, 60 bewohnte Gebäude |

| Dirlammen: Einwohnerzahlen von 1800 bis 2011 | Dirlammen: Einwohnerzahlen von 1800 bis 2011 | Dirlammen: Einwohnerzahlen von 1800 bis 2011 | Dirlammen: Einwohnerzahlen von 1800 bis 2011 | Dirlammen: Einwohnerzahlen von 1800 bis 2011 |
| --- | -------------------------------------------- | -------------------------------------------- | -------------------------------------------- | -------------------------------------------- |
| Jahr |                                              |                                              |                                              | Einwohner                                    |
| 1800 | 1800                                         |                                              | 399                                          | 399                                          |
| 1806 | 1806                                         |                                              | 325                                          | 325                                          |
| 1829 | 1829                                         |                                              | 361                                          | 361                                          |
| 1834 | 1834                                         |                                              | 406                                          | 406                                          |
| 1840 | 1840                                         |                                              | 382                                          | 382                                          |
| 1846 | 1846                                         |                                              | 423                                          | 423                                          |
| 1852 | 1852                                         |                                              | 427                                          | 427                                          |
| 1858 | 1858                                         |                                              | 402                                          | 402                                          |
| 1864 | 1864                                         |                                              | 387                                          | 387                                          |
| 1871 | 1871                                         |                                              | 389                                          | 389                                          |
| 1875 | 1875                                         |                                              | 381                                          | 381                                          |
| 1885 | 1885                                         |                                              | 387                                          | 387                                          |
| 1895 | 1895                                         |                                              | 383                                          | 383                                          |
| 1905 | 1905                                         |                                              | 397                                          | 397                                          |
| 1910 | 1910                                         |                                              | 433                                          | 433                                          |
| 1925 | 1925                                         |                                              | 420                                          | 420                                          |
| 1939 | 1939                                         |                                              | 434                                          | 434                                          |
| 1946 | 1946                                         |                                              | 543                                          | 543                                          |
| 1950 | 1950                                         |                                              | 510                                          | 510                                          |
| 1956 | 1956                                         |                                              | 421                                          | 421                                          |
| 1961 | 1961                                         |                                              | 401                                          | 401                                          |
| 1967 | 1967                                         |                                              | 428                                          | 428                                          |
| 1970 | 1970                                         |                                              | 432                                          | 432                                          |
| 1980 | 1980                                         |                                              | ?                                            | ?                                            |
| 1990 | 1990                                         |                                              | ?                                            | ?                                            |
| 2000 | 2000                                         |                                              | ?                                            | ?                                            |
| 2011 | 2011                                         |                                              | 417                                          | 417                                          |
| Datenquelle: Historisches Gemeindeverzeichnis für Hessen: Die Bevölkerung der Gemeinden 1834 bis 1967. Wiesbaden: Hessisches Statistisches Landesamt, 1968. Weitere Quellen: LAGIS; 1800; Zensus 2011 |                                              |                                              |                                              |                                              |

### Historische Religionszugehörigkeit
| • 1829: | 360 evangelische, ein katholischer Einwohner                      |
| • 1961: | 386 evangelische (= 96,26 %), 15 katholische (= 3,74 %) Einwohner |

## Politik
Ortsvorsteher ist seit 1981 Manfred Luft.

## Kultur und Sehenswürdigkeiten

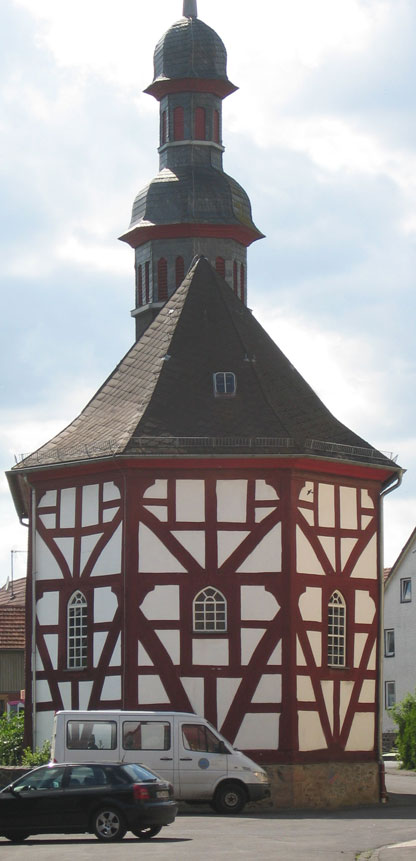
Fachwerkkirche in Dirlammen

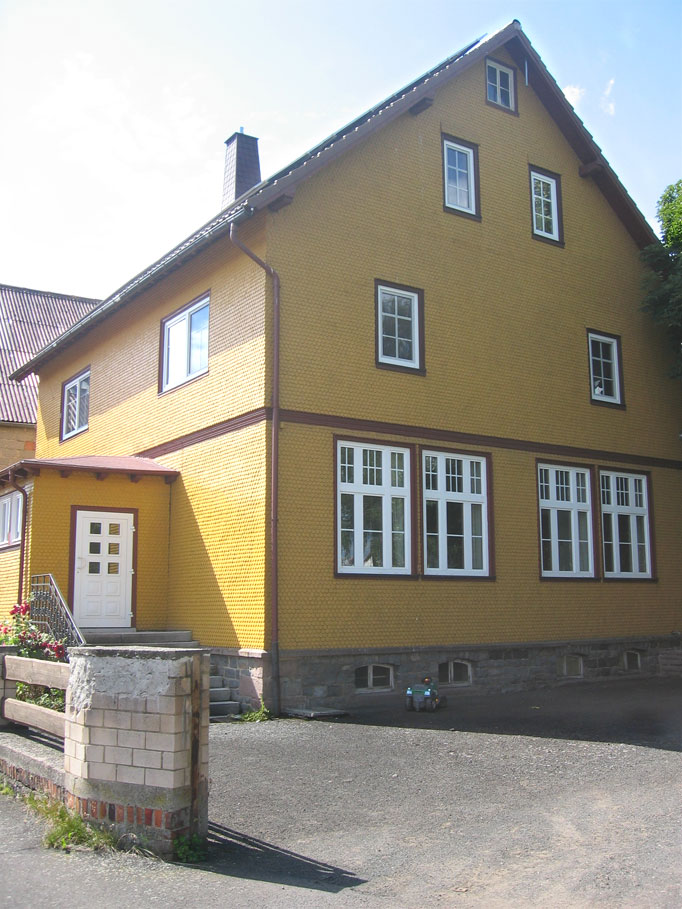
Die alte Dorfschule

### Bauwerke

#### Fachwerkkirche
Die jetzige Evangelische Kirche ist an der tiefsten Stelle des Dorfes erbaut. Die Grundsteinlegung erfolge 1690 und das Aufsetzen des Turmhahnes im Jahr 1705. Sie löste eine „in Verfall geratene Kirche“ auf dem Kirchhof ab, aus der der Taufstein von 1633, zwei Glocken und das Uhrwerk, das bis zur Jahrtausendwende seinen Dienst tat und jetzt restauriert in der Kirche ausgestellt ist, übernommen wurden.
Die Fachwerkkirche ist das älteste erhaltene Gebäude Dirlammens. Sie wurde von den Einwohnern mit Unterstützung der Riedesel zu Eisenbach vorwiegend in Selbsthilfe erbaut, hergerichtet, ausgestattet und erhalten. Fast alle Dirlammer sind hier getauft worden. Die Kirche ist in ihrem ursprünglichen Bauzustand erhalten. Ihr Schmuckstück ist die mit den Evangelistenfiguren gezierte Kanzel.

#### Alte Schule
Der erste Dirlammer Schulmeister, dessen Name bekannt ist, war Hans Vogt, „Einwohner und Förster“. Er war Schulmeister bis 1672. Im Jahre 1904 wurde das Schulhaus in Dirlammen abgerissen und als Bauernhaus in Hörgenau wieder aufgebaut. Zur Einweihung des neuen Schulhauses wurde im Jahr 1906 ein Kastanienbaum im Schulhof gepflanzt, der nun ein mächtiger Baum geworden ist. Die Schule wurde im Wechsel – je nach Schülerzahl – als ein- oder zweiklassige Schule geführt. 1953 wurde sogar der Bau eines zweiten Schulsaals im Schulgarten geplant, aber man begnügte sich dann doch infolge der zurückgehenden Schülerzahl mit einem Umbau (Gruppenraum) und der Renovierung des alten Gebäudes, was im Jahr 1956 geschah. Der Unterricht wurde während des Umbaus im Saal der Gastwirtschaft Seling gehalten.
In den 1960er Jahren wurden die Schüler der Klassen 5 bis 8 an der Mittelpunktschule in Lauterbach unterrichtet. Am 19. Juni 1975 wurde die auch die Grundschule in Dirlammen geschlossen. Die Schüler des 1. bis 4. Schuljahres besuchen seitdem die Mittelpunkt-Grundschule in Engelrod.
Der letzte Lehrer war Ernst Kalbfleisch von 1948 bis 1975. Das Schulhaus wurde 1981 als Wohnhaus verkauft.

### Regelmäßige Veranstaltungen
- Maifeuer
- Traditionskirmes
- Bachfest
- Hexennacht mit Baumstellen und Pfadstreuen auf Pfingsten
- Fasching
- Haxen- & Salzekuchenbacken im alten Backhaus
- Backhausfest
- Rockoktoberfest
- Dorfrundgang des Nikolauses am Nikolaustag

### Vereine
- Kultureller Verein Dirlammen
- Sportverein Dirlammen 1963 e. V.
- Burschenschaft Dirlammen e. V.
- Freiwillige Feuerwehr Dirlammen
- Frauengemeinschaft Dirlammen/Hopfmannsfeld
- Gemischter Chor Dirlammen
- Posaunenchor Dirlammen
- Bürgerinitiative Erhaltet den Kuhwald
- Maschinengemeinschaft Dirlammen
- Jagdgenossenschaft